# Samuel H. Huntington
Samuel H. Huntington, född 4 oktober 1765 i Coventry, Connecticut, död 8 juni 1817 i Painesville, Ohio, var en amerikansk jurist och politiker (demokrat-republikan). Han var den tredje guvernören i delstaten Ohio 1808-1810.
Huntington var brorson och adoptivson till Samuel Huntington som var med om att underteckna USA:s självständighetsförklaring och senare tjänstgjorde som guvernör i Connecticut.
Huntington studerade vid Dartmouth College och Yale College. Han studerade sedan juridik och inledde sin karriär som advokat i Connecticut. Han flyttade senare till Nordvästterritoriet.
Huntington efterträdde 1804 Return J. Meigs som chefsdomare i Ohios högsta domstol. Han avgick 1808 från domstolen i och med att han valdes till guvernör. Han efterträddes 1810 som guvernör av Meigs.
Huntingtons grav finns på Evergreen Cemetery i Painesville.